# تفجير حافلة القدس 2016
تفجير حافلة القدس 2016 هو عملية نفذتها حركة المقاومة الإسلامية (حماس) حيث قامت باستهداف حافلة في القدس في 18 أبريل 2016، مما أدى لجرح 21 إسرائيليًا على الأقل، منهم اثنين بجروح خطيرة، و5 في حالة متوسطة، و13 بجروح طفيفة، وقع التفجير في حوالي الساعة 18:00 في حي تل بيوت في القدس.
الانفجار وقع في حافلة (إيجد #12)، حيث وُضِعت العبوة الناسفة على الحافلة المجاورة التي كانت فارغة، ويعد الهجوم هو الأول على حافلة في القدس منذ عام 2011.